# Normen Europäischer Modellbahnen
Die Normen Europäischer Modellbahnen, abgekürzt NEM, sind ein Werk an Normen, Empfehlungen und Dokumentationen für Modelleisenbahnen. Ausgearbeitet, formuliert, aktualisiert und veröffentlicht werden sie von der Technischen Kommission, abgekürzt TK, des Verbandes der Modelleisenbahner und Eisenbahnfreunde Europas, abgekürzt MOROP, die aus wenigen Personen besteht, und zu der wie bei technischen Normen üblich auch Vertreter der Hersteller und Lieferanten aus der Industrie gehören.

## Anwendung
Weder die Normen, noch die Empfehlungen und Dokumentationen, sind für die Hersteller und Lieferanten bindend. Sie halten sich aber in maßgebenden Punkten daran, um die Kompatibilität der von verschiedenen Herstellern stammenden Produkte untereinander zu gewährleisten.
Die Normen definieren u. a. die Maßstäbe für Modellbahnen, empfehlen Gleisradien und -steigungen, Radprofile, Kupplungen und auch das Datensignal des Digital Command Control (DCC). Die Normen decken einen ähnlichen Bereich ab wie die Standards und Empfehlungen der National Model Railroad Association (NMRA) in den Vereinigten Staaten oder die Dokumente des British Railway Modelling Standards Bureau (BSRM) in Großbritannien. Die Standards gewährleisten jedoch nicht in allen Bereichen Interoperabilität.
Bei der Normierung des Digital Command Control haben der Verband der Modelleisenbahner und Eisenbahnfreunde Europas, die NMRA und die damaligen Hersteller bei der Entstehung wesentlicher enger zusammengearbeitet als üblich. Wobei die Grundlagen im Wesentlichen bereits durch die Hersteller vorgegeben waren.
Hersteller und Lieferanten berücksichtigen meist für Produkte nach kontinentaleuropäischen Vorbildern die Normen, Empfehlungen und Dokumentationen nach NEM, während Hersteller und Lieferanten von Produkten nach nordamerikanischen Vorbildern im Allgemeinen den Standards der NMRA folgen. Dasselbe gilt sinngemäß für Produkte nach Vorbildern in Großbritannien und Commonwealth nach den Standards der BSRM.

## Geschichte

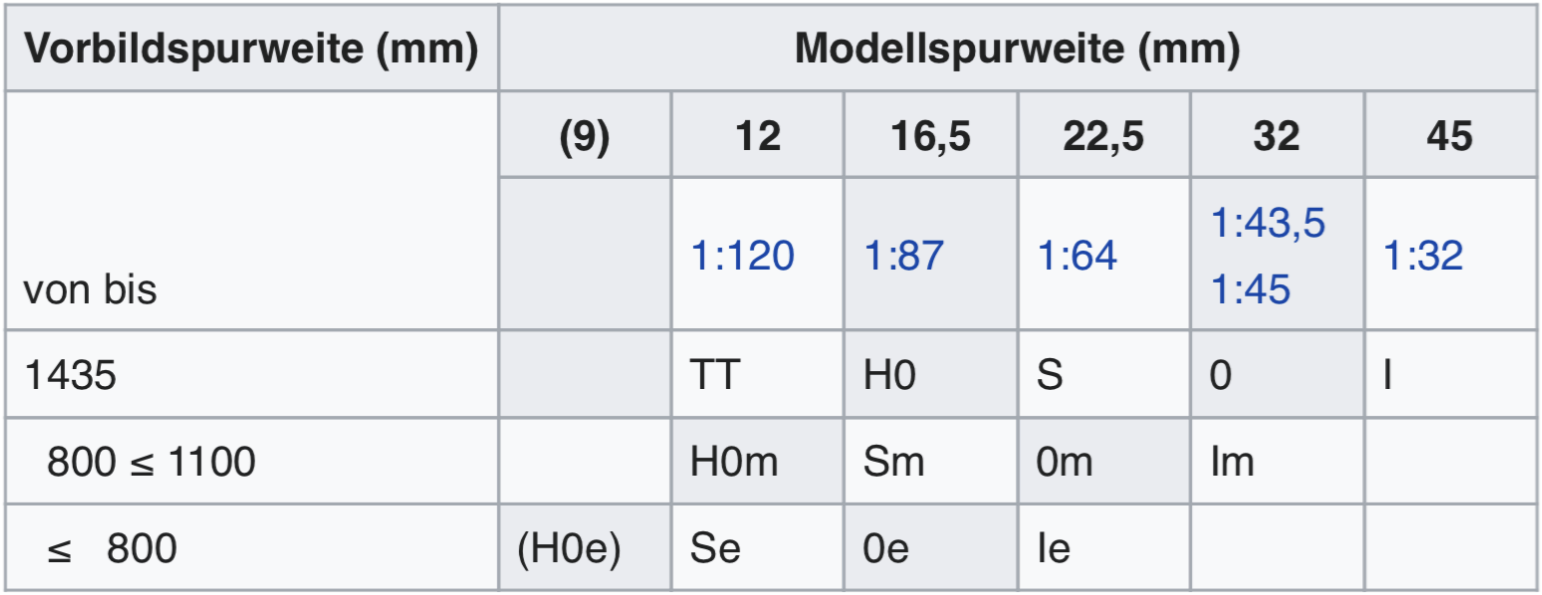
NEM 013, Ausgabe 1958, Erstausgabe, Schmalspurbahnen, Nenngrössen, Massstäbe. Auszug. Der Inhalt ist heute Gegenstand der NEM 010.

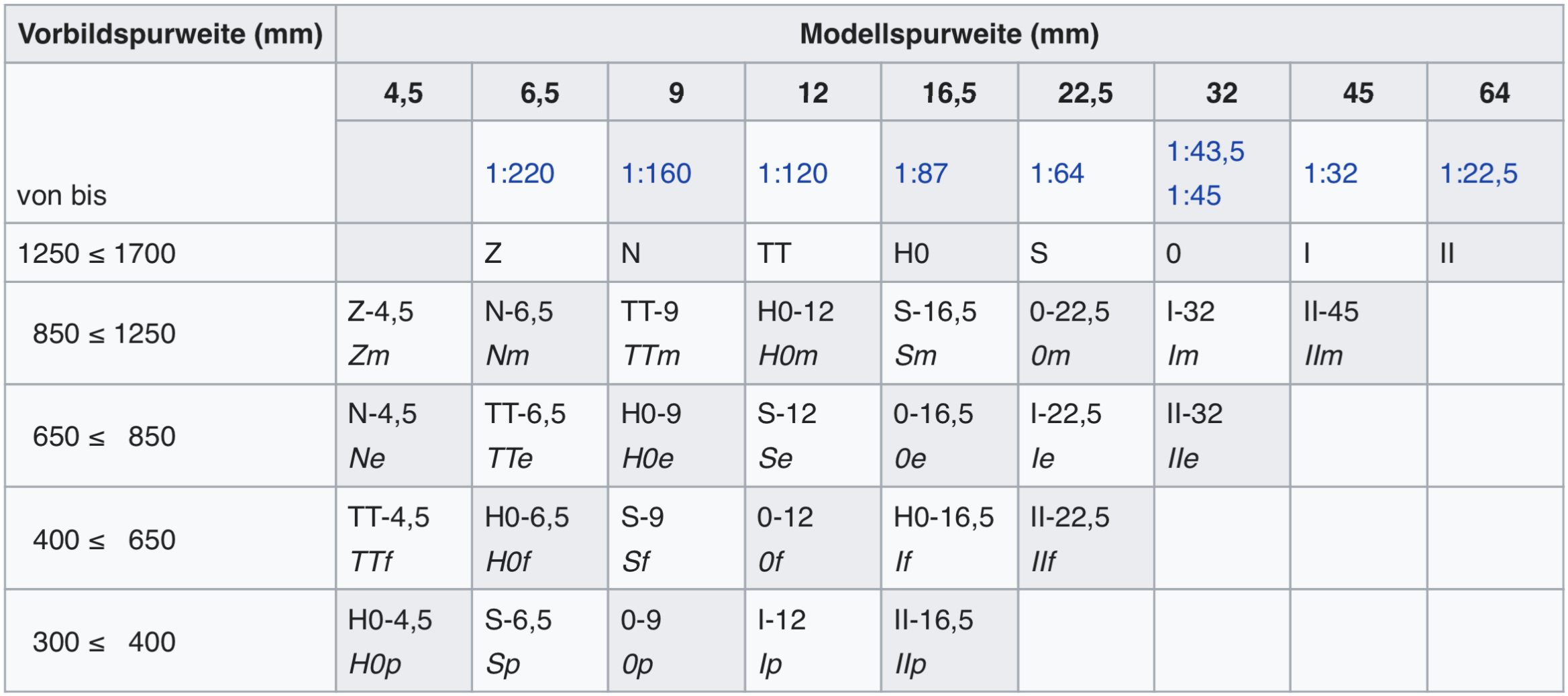
NEM 010, Ausgabe 2011, Modelleisenbahnen. Maßstäbe, Nenngrößen, Spurweiten, Auszug Modelleisenbahnen. Das Diagram ist ergänzt mit den primär im französisch- und englischsprachigen Raum und dessen Literatur gängigen Bezeichnungen.

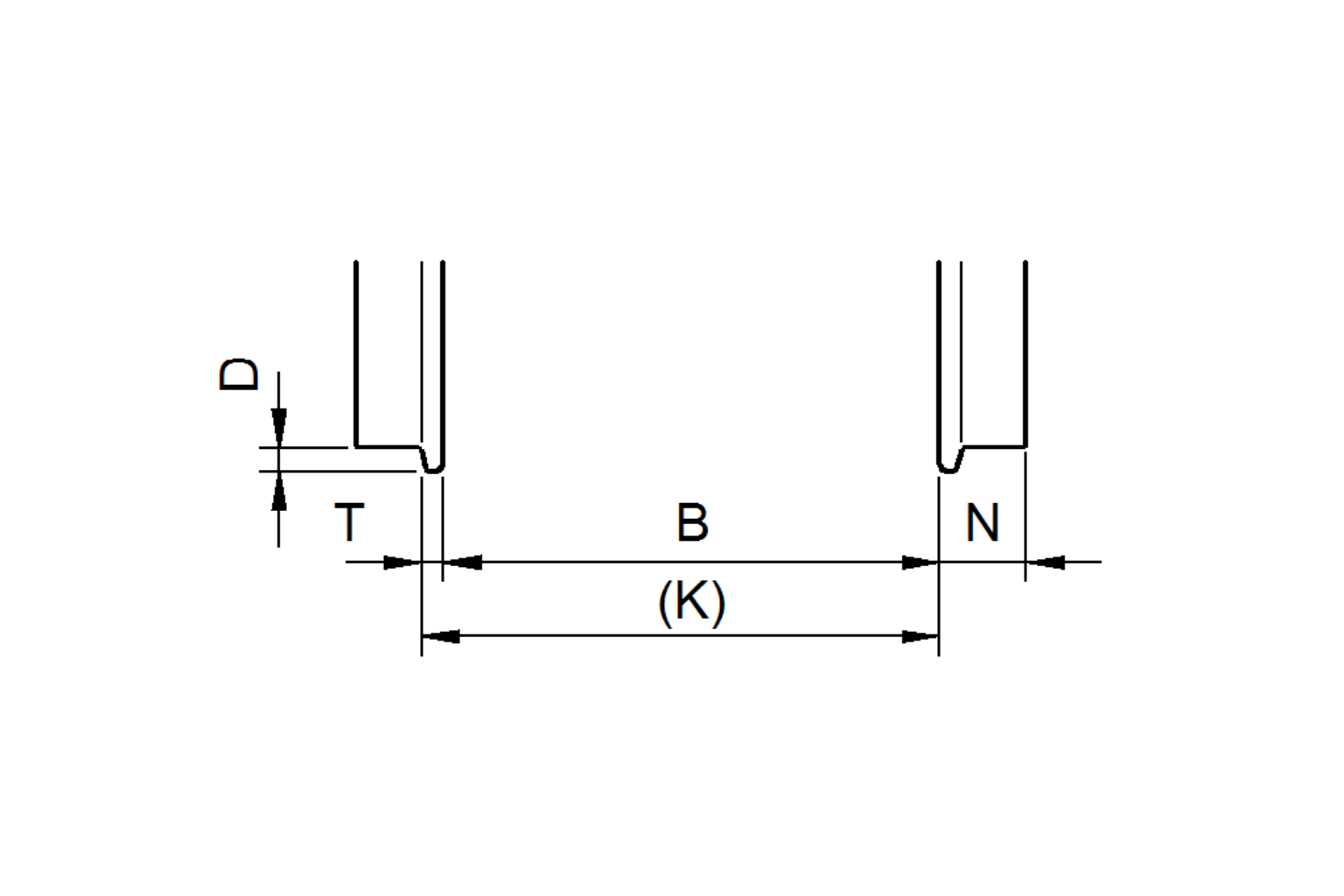
Auszug Skizze Norm NEM 310 Radsätze Spurführungs-Masse B, D, N und T, Ausgabe 2009.

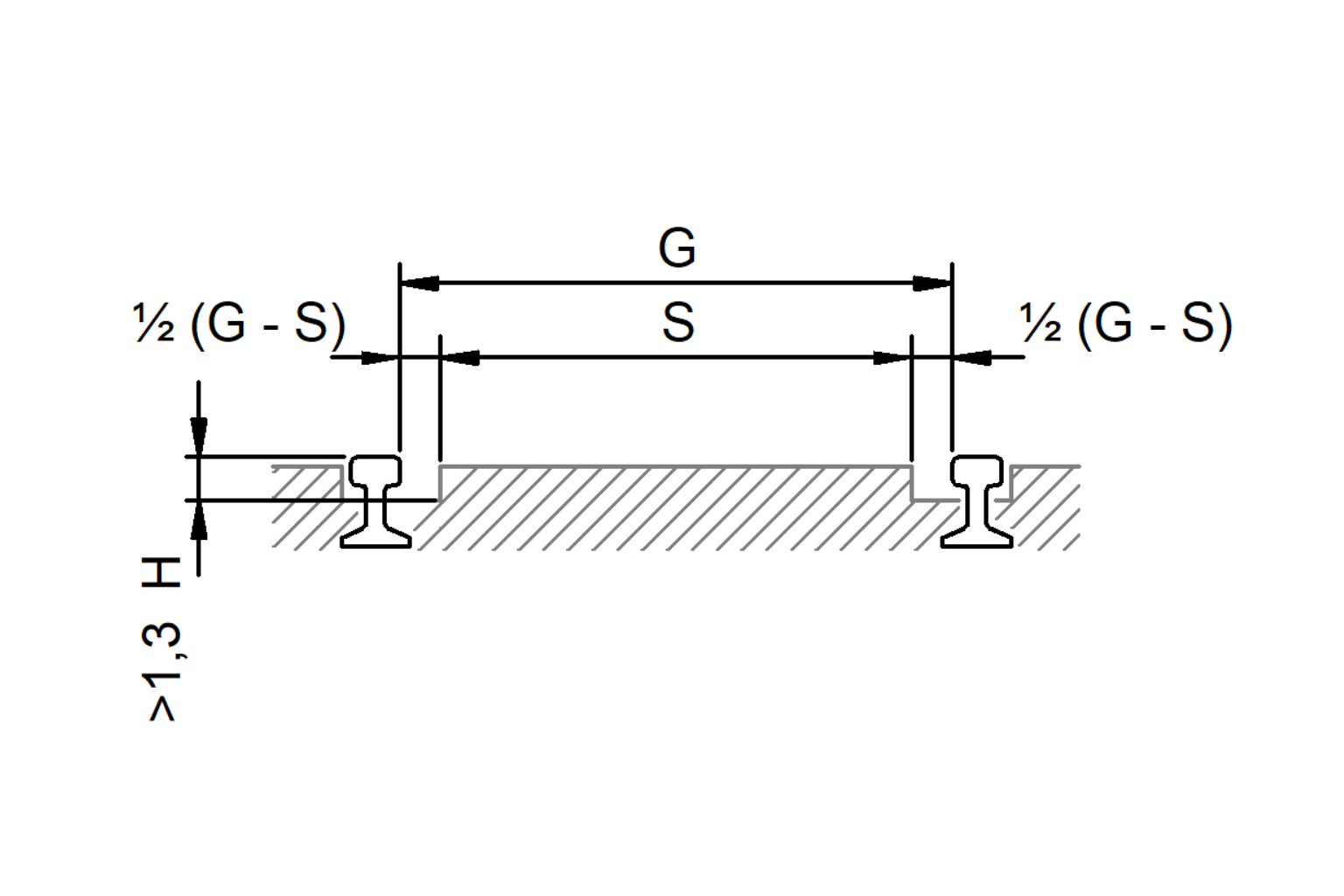
Auszug Skizze Norm NEM 110 Gleise und Weichen G, H und S, Ausgabe 2009. Der Inhalt war ursprünglich Gegenstand der NEM 310.

Bereits wenige Jahre nach der Gründung des MOROP, noch in den 1950er Jahren, waren die wichtigsten Grundlagen erarbeitet. Dies meist auf der Grundlage von Werknormen der damaligen Modelleisenbahn-Hersteller oder beispielsweise bezüglich der Schweiz, von schon in den 1930er Jahren unter den damaligen Modelleisenbahn-Vereinen festgelegten Standards.
Die ersten Normen erschienen 1957 und 1958. Empfehlungen und Dokumentation gab es damals noch nicht. Es waren dies:
- NEM 011 Maßstabdiagramm (Erstausgabe 1958)
- NEM 012 Maßstäbe und Nenngrößen (Erstausgabe 1958)
- NEM 013 Schmalspurbahnen, Nenngrößen und Maßstäbe (Erstausgabe 1958)
- NEM 101 Begrenzung der Fahrzeuge (Erstausgabe 1958)
- NEM 102 Umgrenzung des lichten Raumes, Blatt 1 und Blatt 2 (Erstausgabe 1958)
- NEM 121 Schienenprofile (Erstausgabe 1958)
- NEM 122 Schienenfußlaschen (Erstausgabe 1958)
- NEM 123 Gleisabmessungen (Erstausgabe 1957)
- NEM 124 Radlenker und Flügelschienen für Weichen (Erstausgabe 1958)
- NEM 310 Radsatz und Gleis (Erstausgabe 1958)
- NEM 311 Spurkranzprofile (Erstausgabe 1958)
- NEM 312 Räder (Erstausgabe 1958)
- NEM 313 Wagenradsatz für Zapfenlager (Erstausgabe 1958)
- NEM 314 Wagenradsatz mit Spitzenlager (Erstausgabe 1958)
- NEM 350 Kupplungen, Einteilung in Klassen (Erstausgabe 1958)
- NEM 602 Elektrische Ausrüstung, Grundsätze (Erstausgabe 1958)

In den 1980er und 1990er Jahren kamen dann weitere Normen und Empfehlungen betreffend den Digitalgesteuerten Modelleisenbahnen, dem Modulbau und den Epochen dazu. Sowohl bei der Erstellung der Normen und Empfehlungen zu den Digitalgesteuerten Modelleisenbahnen, wie auch dem Modulbau, wurden im Wesentlichen Werknormen und Modulsysteme, die einzelne Vereine und Gruppierungen anwendeten, dokumentiert.
Entscheidende Impulse zum Thema Normen, Empfehlungen und Dokumentation gibt es seit den 1990er Jahren seitens des MOROP nicht mehr. Eine Ausnahme ist die Norm NEM 362 Aufnahme für austauschbare Kupplungsköpfe für die Spur H0, Spur S und Spur 0, die es ermöglicht, verschiedene austauschbare einklipsbare Kupplungsköpfe in einen normierten Schacht, der Kupplungsaufnahme, einzufügen.
Alle im Jahr 2008 gültigen Normen, Empfehlungen und Dokumentation sowie die in den nachfolgenden Jahren herausgegebenen neuen oder mutierten Normen sind online einsehbar.
Erst seit 2012 wird eine Änderungshistorie zu den Normen, Empfehlungen und der Dokumentation geführt. Alle vorangehenden Mutationen bis hin zum Zustandekommen der Normen vor 2012 können nicht nachvollzogen werden, da es offiziell keinen Auftrag dazu gab.
Auch beim heute (Stand 2021) bestehenden Normenwerk aus Normen, Empfehlungen und Dokumentation kann nicht nachvollzogen werden, wer die Autoren sind, da diese ihre Beiträge nicht signiert haben.

## Normen, Empfehlungen und Dokumentationen
Es wird zwischen drei Arten von Dokumenten unterschieden:
- Normen, abgekürzt N
- Empfehlungen, abgekürzt E
- Dokumentationen, abgekürzt D

## Ordnungssystem
Die Normen, Empfehlungen und Dokumentation sind nach einem dreistelligen Ziffernsystem gekennzeichnet. Die Normen, Empfehlungen und Dokumentation 001 bis 800 sind in der Kompetenz des MOROP. Die Kompetenz der Empfehlungen und Dokumentation 801 bis 999 liegt in den jeweiligen Landesverbänden oder den Vereinen, die einzelne kleinere Länder repräsentieren. Die Empfehlungen und Dokumentation 801 bis 999 können mit der Abkürzung des Landes versehen sein, in dem diese gültig sein sollen.
| Nummern   | Inhalt                                     |
| --------- | ------------------------------------------ |
| 001 – 099 | Grundlagen                                 |
| 100 – 199 | Bauwesen                                   |
| 200 – 299 | Einrichtungen für den elektrischen Betrieb |
| 300 – 399 | Fahrzeuge                                  |
| 600 – 699 | Modellbahnsteuerung                        |
| 800 – 899 | Eisenbahn-Epochen                          |
| 900 – 999 | Anlagen-Module                             |

## Auswahl von Normen
- NEM-Schacht